# Типовий проєкт школи № 118
№ 118  — типовий проєкт цегляної школи на 280 учнів.
Характерною рисою є несиметричний фасад з ризалітом праворуч, в якому два поверхи займає портик без вікон, а короткий фасад праворуч від нього шириною 5 вікон, крайні з яких вужчі середніх. Ризаліт ліворуч головного фасаду без вікон.

## Галерея

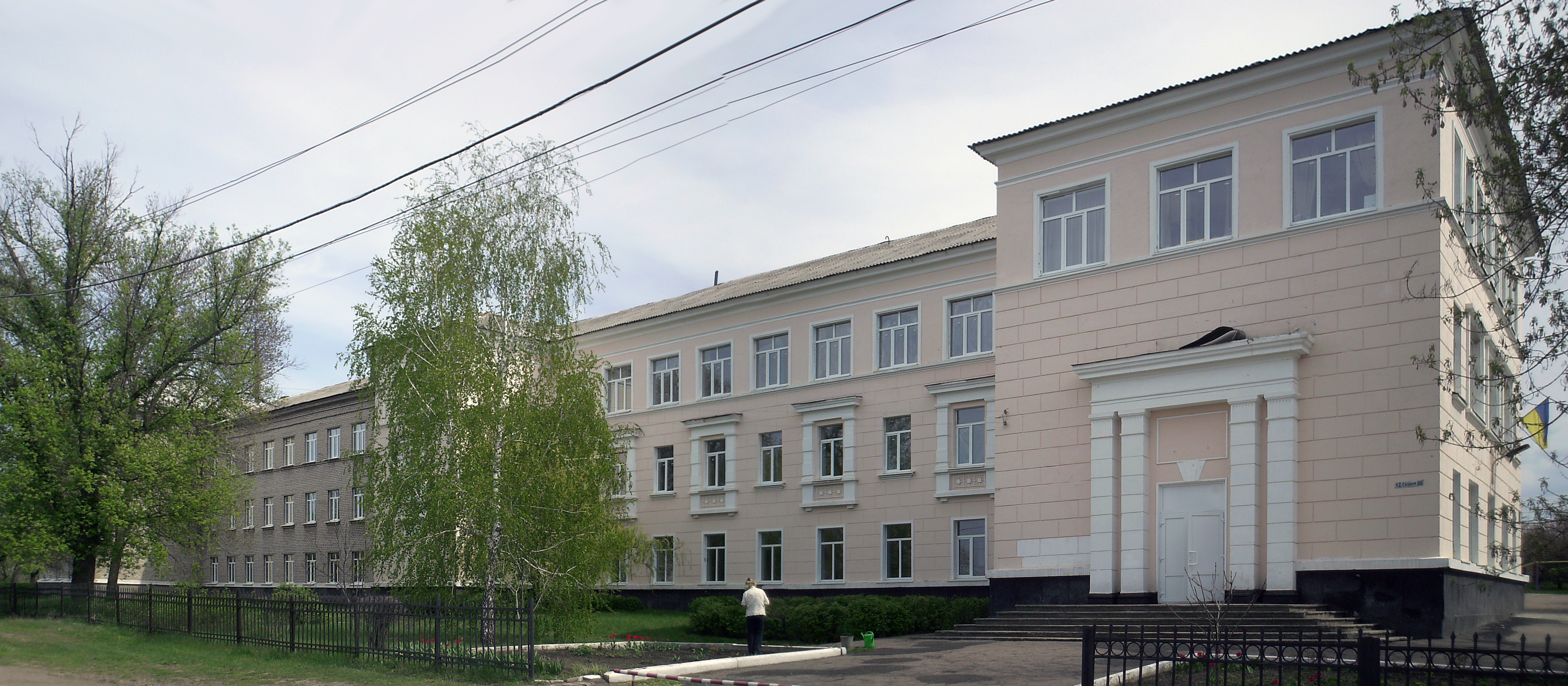
Краматорськ, школа № 17, 1936, надбудована
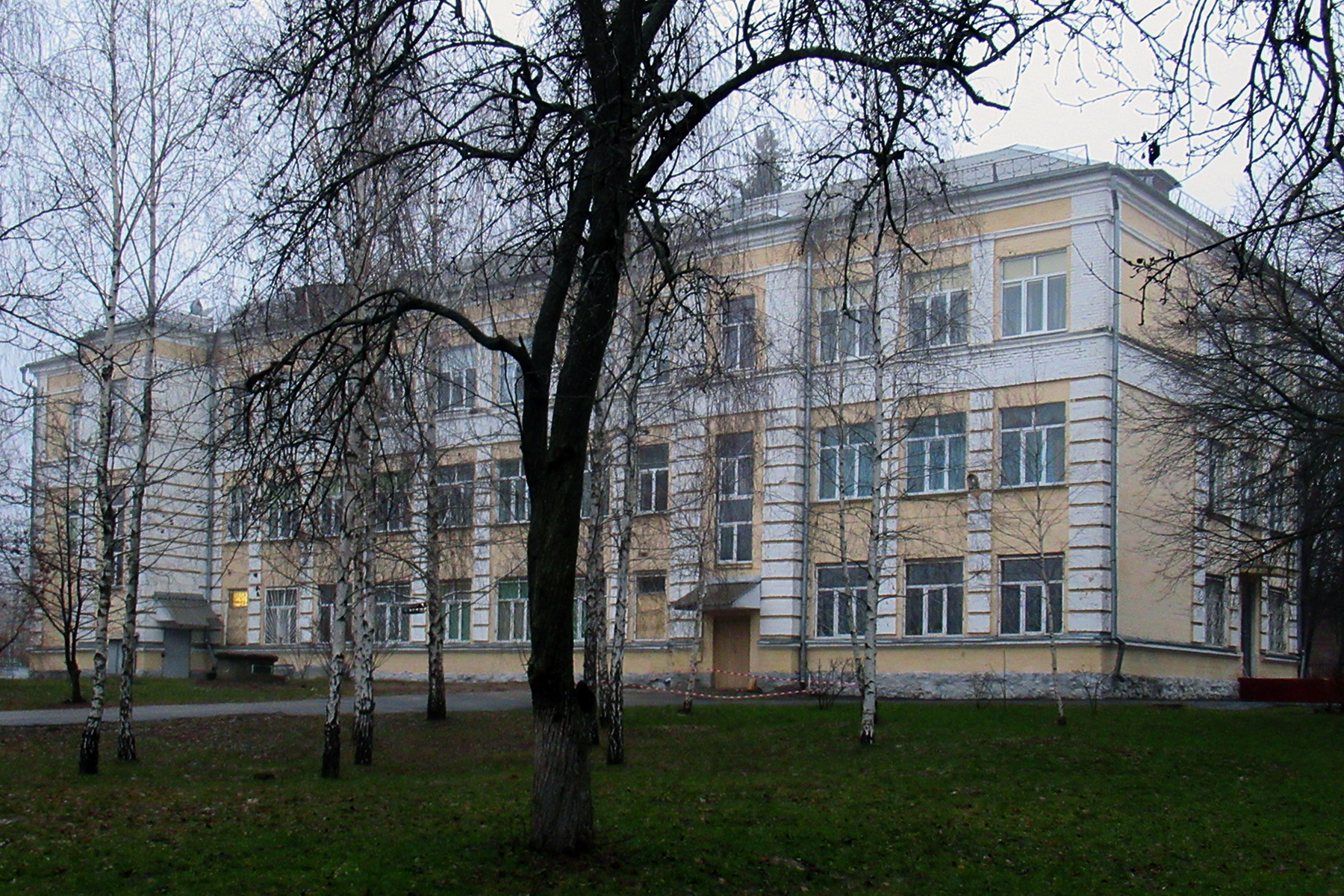
Київ, еколого-природничий ліцей № 116, 1938[1], надбудова 3-го поверху 1945
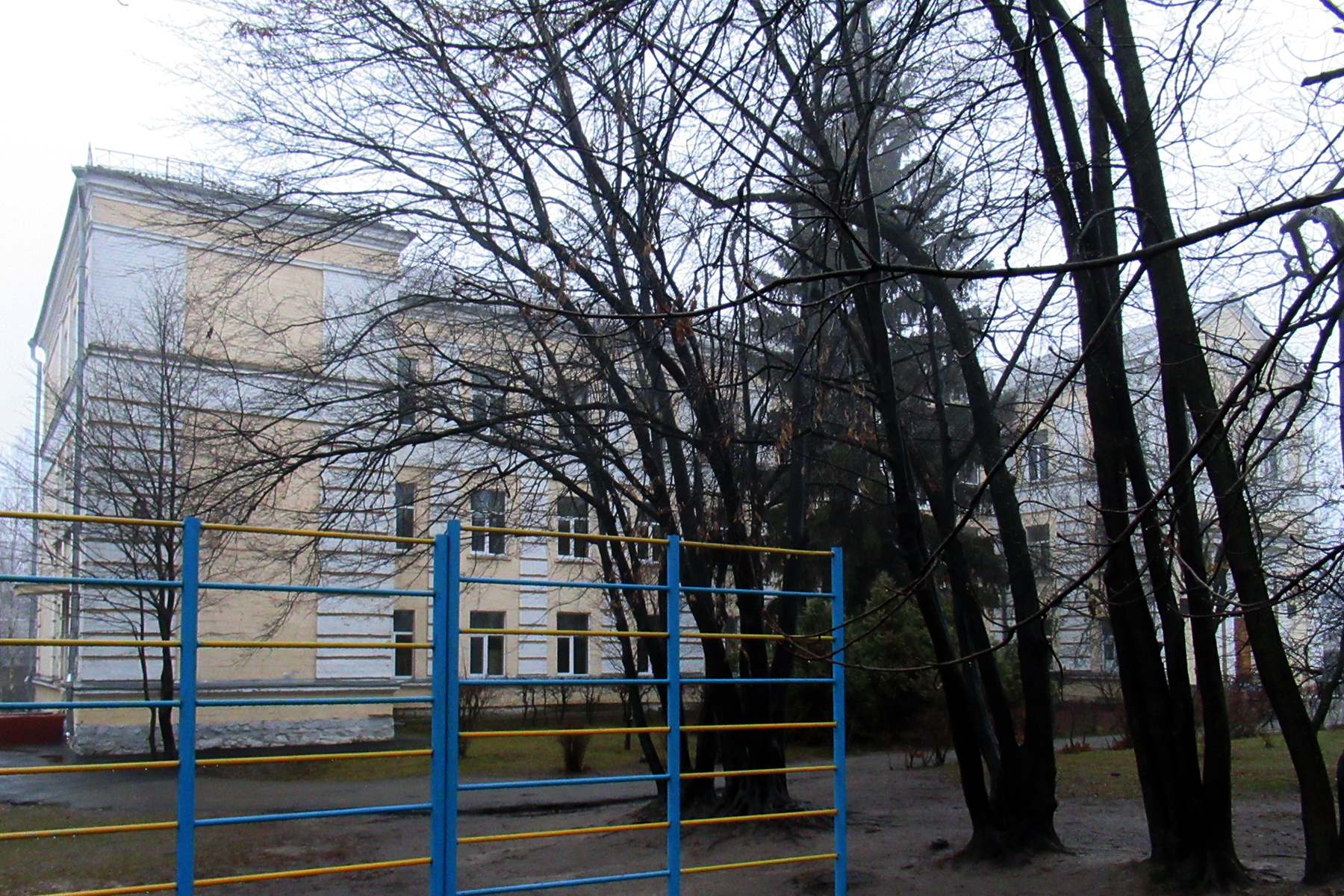
Київ, еколого-природничий ліцей № 116, 1938[1], надбудова 3-го поверху 1945

## Джерело
1. 1 2 3  Семен Широчин. школы · ясли · детсады // Архитектура межвоенного Киева. — Киев : Скай Хорс, 2019. — С. 242. — 1000 прим. — ISBN 978-1-68082-041-6.